# レディ・スコルピオン3/必殺女刑事
『レディ・スコルピオン3/必殺女刑事』（原題：Angel of Destruction）は、1994年製作のアクション映画。
チャールズ・フィリップ・ムーアが監督を務め、マリア・フォードやチャーリー・スプラドリングが出演した。Concorde-New Horizonsが製作・配給した本作は、ロジャー・コーマン製作作品もである。
本作は主に『Angel of Destruction』というタイトルで知られているが、『Furious Angel』という別題も存在する。
日本では『レディ・スコルピオン』シリーズの第3作目のような邦題がつけられたが、全くの無関係である。

## 概要
本作は、1992年に公開されたドン・"ザ・ドラゴン"・ウィルソン主演のアクション映画『Blackbelt』をリメイクしたもので、同作と同じ脚本家とプロデューサーが参加し、チャーリー・フィリップ・ムーア監督、ロジャー・コーマンのプロデュースで製作された。ただし、主演となる役柄は武術の達人から女潜入捜査官へと変更されている。俳優のBob McFarlandは、両作品に異なるキャラクターとして出演した。本作のメイン俳優であるJessica MarkとAntonio Bacci、Jimmy Broomeの3人は、今作以外への出演作はない。
1998年には、ハリウッドの低予算映画産業の裏側に迫ったドキュメンタリー『The Dark Side of Hollywood』の題材のひとつとなり、本作のクリップや考察が引用された。

## あらすじ
話題のロックスターであるデライラは、過去2枚のアルバムの売り上げが悪く、今度のアルバムで成功を収めたいと願っていた。地方のSMクラブでトップレス・キャバレー/グラム・メタル公演を終えた彼女は、楽屋に置かれた箱の中に指輪のついた指を見つける。差出人は、元軍人でトラウマを抱えた傭兵でもある、過激なファンのロバート・ケルであった。彼は、アンゴラ独立戦争の際、「部下をアンゴラに残して死なせた」人物たちに復讐するためにこの地に帰ってきたのだった。
脅迫されたデライラと、彼女の共演パートナーであるリーナは、身を守るために、警察に頼るのではなく女性ボディーガードを雇うことにする。彼女は父親が警官で、かつて父親にレイプされた経験があることから、警察を嫌っていたためであった。二人は私立探偵のブリット・アルウッドに警護を依頼し、ブリットはこの依頼を引き受けることにする。しかし、二人がブリットの事務所を出た直後、彼女はケルによって殺害されてしまう。
事件を知ったブリットの妹ジョーは復讐心に駆られつつ、恋人で刑事のアーロン・セイルズに助けられながらデライラの警護を引き受けることになる。ジョーはセックス、ドラッグ、ロックンロールといったダークでエロティックな世界に引き込まれ、凶悪な連続殺人犯の狂気に満ちた心理と対峙することを余儀なくされる。二人はロバートの居場所を知っているとされるベトナム帰還兵を尋問し、町の捜索を開始する。
その頃、デライラのマネージャーで恋人のDanny Marcusは、レコード会社のオーナーであるSonny Lusoから、彼女の“バッド・ガール”のイメージを変えるよう要求され、彼女と意見が衝突するようになる。ソニーは、もし彼女がイメージを変えず、新しいアルバムが失敗したら、200万ドルの損失を被ることになると躍起になっていたが、一方で、彼女が死ねば150万ドルの保険金を手にすることができるとも考えていた。その結果、彼女の殺害計画が持ち上がるが、ジョーがそれを阻止しようと奮闘する。

## キャスト
- ジョー・アルウッド - マリア・フォード

刑事。ブリットの妹
- ブリット・アルウッド - チャーリー・スプラドリング（英語版）

元警官の私立探偵
- デライラ - Jessica Mark
- Aaron Sayles - Antonio Bacci
- Reena Jacobs - Chanda

デライラのパートナー
- ロバート・ケル - Jimmy Broome

部下を死なせた者たちへ復讐しつつ、過去のトラウマから性的倒錯的な過激な行為を繰り返す連続殺人犯
- ソニー・ルッソ - Bob McFarland

ジョーと因縁を持ち、裏の顔は犯罪組織のボス
- Chet Wailner - Chuck Moore
- トニー - Timothy D. Baker
- ダニー・マーカス - James Gregory Paolleli

デライラのマネージャーで恋人
- Sgt. Rooney - Jim Moss
- ディーノ - Steve Nicholson
- ロッドマン - Mark Duffy

ルッソの部下
- ルイス - Henry Strzalkowski

ルッソの部下
- Mrs. Kona - Zenaida Amador
- Coroner - Paul Holmes
- Carl Wells - John Kater

## 製作

### 撮影
ハワイを舞台にしているが、実際にはフィリピンで撮影された。

## 公開
1994年にConcorde-New Horizonsが小規模な劇場公開を行い、1998年4月7日にニュー・ホライズン・ホーム・ビデオがアメリカで最初のVHSを発売した。2004年5月25日、ニュー・コンコルド・ホーム・エンターテイメントから初のDVDが「The Maria Ford Collection」の一部としてリリースされた。
映画のキャッチコピーは「So hot she'll knock you out cold」。

## 評価
オールムービーのハル・エリクソン（Hal Erickson）は、本作の評価を1つ半の星とした。彼は、「『Angel of Destruction』は、タイトルロールに女性武術家としてマリア・フォードを起用し、かつての“B級”西部劇の伝統に従って、フォードは姉を殺した犯人に復讐するために揉め事や事件へと介入し始める。彼女は基本的に平穏を好む女性だが、危機にあっては多くの敵を次々と倒していく。この映画がR指定されているのは、主演女優の裸体が頻繁に登場するためではなく、M・フォードが犯人を追い詰めるまで血なまぐさいシーンが続くからである。カンフー映画ファンは認めないだろうが、この映画の救いは、マリア・フォードが実は少ないながらも演技力を持っているという事実だ」と指摘している。
エンターテインメント・ウィークリー誌のライターであるグレン・ケニー（Glenn Kenny）は、1994年6月17日に掲載されたレビューで、本作に「C-」という評価を下した。彼は、「『Angel of Destruction』では、ビデオスルー作品における常連のセクシー女優であるマリア・フォードがシンシア・ロスロックの本を真似て、武術を披露している。フォードのひねり？彼女は時折、半裸で尻を蹴っているのだ。姉を殺されたフォードは復讐を決意し、クライマックスではトラウマを抱えた異常な元傭兵の命令でストリップをさせられるという、この映画のプロットのおかしさは、単なる言葉では言い表せないほどだ。この作品は、実際に見てみないと信じられないだろう」と評している。
『The Motion Picture Guide 1995 Annual: The Films of 1994』（James Pallot著、CineBooks発行）という本の中で、「『Angel of Destruction』のすべての要素は、すでに見たことがあると思わせるほど、馴染み深いものである」と指摘されている。2006年に出版されたJames M. Craddock著『VideoHound's Golden Movie Retriever』では、この映画に1つ半の星を付けている。2008年のJames M. Craddock著、Thomson Gale社発行の『The Video Source Book』でも同じ評価をしている。